# Cách mạng Yemen
Biểu tình Yemen 2011–2012 là những cuộc biểu tình diễn ra tại Yemen sau các cuộc biểu tình lớn tại Tunisia và các cuộc biểu tình đồng thời tại Ai Cập và nhiều cuộc biểu tình lớn tại thế giới Ả Rập đầu năm 2011. Mục đích các cuộc biểu tình ban đầu là yêu cầu nhà nước giải quyết nạn thất nghiệp, nền kinh tế yếu kém tham nhũng, cũng như chống lại đề xuất của chính phủ nhằm sửa đổi hiến pháp Yemen. Yêu cầu của những người biểu tình đó là bắt buộc tổng thống Yemen lúc bấy giờ, Ali Abdullah Saleh phải từ chức.
Một cuộc biểu tình lớn với trên 16.000 người tham gia đã diễn ra tại Sana'a vào ngày 27 tháng 1. Ngày 02 tháng 2, tổng thống Saleh tuyên bố ông sẽ không tham gia tranh cử tổng thống vào năm 2013 và sẽ không trao lại chức vụ tổng thống cho con trai ông. Ngày 03 tháng 3, hơn 20.000 người đã tham gia biểu tình chống lại chính phủ ở Sana'a, và nhiều người biểu tình tại Aden, trong một ngày mà Tawakel Karman gọi là "ngày của sự giận dữ", trong khi binh sĩ, các thành viên vũ trang của Đại hội đồng nhân dân và những người biểu tình tổ chức một cuộc biểu tình ủng hộ chính phủ tại Sana'a. Ngày 18 tháng 3, Yemen ban bố tình trạng khẩn cấp sau khi những tay súng không rõ danh tính xả súng vào đám đông biểu tình chống chính phủ, làm ít nhất 41 người thiệt mạng. Sau gần 4 tháng biểu tình liên tục, Tổng thống Yemen Ali Abdullah Saleh đồng ý từ chức trong vòng 30 ngày.